# Bernagallo
Bernagallo (o Bernaxallo) è una frazione di Gioiosa Jonica, nel passato molto popolata, oggi conta circa 50 famiglie. Sono stati trovati negli anni ottanta del secolo scorso vari reperti di epoca preromana. 
Il nome Bernagallo potrebbe voler dire "là dove svernava un gallo" oppure "la residenza di Gallius".